# هوغو اريكسون
هوغو اريكسون (بالسويدية: Hugo Ericson)‏ هو منافس ألعاب قوى سويدي، ولد في 10 مارس 1886 في سوندسفال في السويد، وتوفي في 2 فبراير 1945.

## وصلات خارجية
- هوغو اريكسون على موقع أوليمبيديا (الإنجليزية)
- هوغو اريكسون على موقع اللجنة الأولمبية السويدية (السويدية)